# Буковик (дем Преспа)
Вижте пояснителната страница за други значения на Буковик.
Бу̀ковик или Буково (на гръцки: Οξυά, Оксия, до 1926 година Μπούκοβο/ν, Буково/н или Μπούκοβικ, Буковик) е село в Република Гърция, в дем Преспа, област Западна Македония.

## География
Селото е разположено на 35 километра югозападно от град Лерин (Флорина) близо до Малкото Преспанско езеро.

## История

### В Османската империя
В XV век в Буковик са отбелязани поименно 59 глави на домакинства.
Църквите „Свети Атанасий“ и „Света Петка“ в селото са от XIX век и са обявени за защитени паметници.
Според статистиката на Васил Кънчов („Македония. Етнография и статистика“) в 1900 година в Буковикъ живеят 120 българи християни.
На Етнографската карта на Битолския вилает на Картографския институт в София от 1901 година Буковик е чисто българско село в Битолската каза на Битолския санджак с 30 къщи.
През декември 1903 година българският владика Григорий Пелагонийски, придружаван от Наум Темчев и Търпо Поповски, пристигат в Буковик, за да раздават помощи на пострадалото при потушаването на Илинденското въстание население. Темчев пише: „Буковикъ е малко селце отъ 19 кѫщи, чифликъ на Джаферъ бей отъ Биглища.“
По данни на секретаря на екзархията Димитър Мишев („La Macédoine et sa Population Chrétienne“) в 1905 година в Буковик (Boukovik) има 160 българи екзархисти.

### В Гърция
През Балканската война в селото влизат гръцки части, а след Междусъюзническата война Буковик попада в Гърция. Боривое Милоевич пише в 1921 година („Южна Македония“), че Буковик има 17 къщи славяни християни. В 1926 година името на селото е преведено като Оксия. 28 души емигрират по официален път в чужбина в периода от 1912 до 1940 година. Селото пострадва силно от Гражданската война в Гърция като 100 души емигрират в социалистическите страни, а всичките му жители го напускат. След нормализирането на обстановката част от жителите му се връщат, а част от селото е заселено от гърци.
Преброявания
- 1913 – 151 жители
- 1920 – 131 жители
- 1928 – 133 жители
- 1940 – 147 жители
- 1951 – 0 жители
- 1961 – 75 жители
- 1971 – 39 жители
- 1981 – 25 жители
- 1991 – 26 жители
- 2001 – 30 жители
- 2011 – 12 жители

## Личности
Родени в Буковик
- Антон Георгиевски (1921 – 1949), гръцки комунист, войник на ДАГ от 1947 година, сражава се на Грамос, Дъмбенската планина, в битката за Лерин през февруари 1949 година е ранен, на 3 април 1949 година е убит в Ямата в Дъмбенската планина, на 26 май 1949 година посмъртно е произведен в лейтенант[11]
- Васил Богданов (Βασίλειος Μπογδάνος), гръцки андартски деец, куриер на капитан Каравитис[12]
- Димо Каров (Δήμο Κάρρο), гръцки андартски деец, четник при Сербинис и Каравитис[12]
- Коте Секула, арестуван преди април 1904 година, осъден, че „помогнал и водил българските бунтовници, които ранили беговете от Колония Тафик и Селфо и убили хората им Рамазан и Али“, амнистиран с общата амнистия от 12 април 1904 година[13]
- Лазар Кръсте, арестуван преди април 1904 година, осъден, че „помогнал и водил българските бунтовници, които ранили беговете от Колония Тафик и Селфо и убили хората им Рамазан и Али“, амнистиран с общата амнистия от 12 април 1904 година[13]
- Петър Сърбинов, гръцки андартски капитан
- Христо Коста, арестуван преди април 1904 година, осъден, че „помогнал и водил българските бунтовници, които ранили беговете от Колония Тафик и Селфо и убили хората им Рамазан и Али“, амнистиран с общата амнистия от 12 април 1904 година[13]
- Христо Пандов Мечкаровски (? – 1948), гръцки комунист, член на ЕПОН по време на окупацията, след Споразумението от Варкиза е арестуван и затворен, след освобождението си в 1947 година се присъединява към ДАГ, воюва с 18-а бригада, загива в 1948 година при Клещино[14]

Починали в Буковик
- Стерьо Стерьовски (1876 - 1905), български революционер